# Diederich Franz Leonhard von Schlechtendal
Diederich Franz Leonhard von Schlechtendal (Xanten, 27 de novembro de 1794 — Halle, 12 de outubro de 1866) foi um botânico alemão.

## Biografia
Foi professor de botânica e diretor dos jardins botânicos da Universidade Martin Luther de Halle-Wittenberg, de 1833 até sua aposentadoria em 1866; e editor da revista botânica Linnaea.
Seu mais importante trabalho foi descrever a até então desconhecida flora do México, em conjunto com Adelbert von Chamisso, e baseado em espécimens coletados por Christian Julius Wilhelm Schiede e por Ferdinand Deppe entre 1824 e 1829.

## Homenagens
O gênero Schlechtendalia Less. da família Asteraceae foi nomeado em sua homenagem.

## Obras
- Animadversiones botanicae in Ranunculaceas. Berlim 1819–1820
- Flora berolinensis. Berlim 1823–1824
- Adumbrationes plantarum. 1825–1832
- Flora von Deutschland. 24 Bände mit 2400 Tafeln, Jena 1840–1873 (em coautoria com Christian Eduard Langethal e Ernst Schenk), 5. Auflage in 30 Bänden von Ernst Hans Hallier 1880–1887
- Hortus halensis. Halle 1841–1853